# Гелен Бексендейл
Гелен Вікторія Бексендейл (англ. Helen Victoria Baxendale) — англійська акторка, найбільше відома завдяки ролям у телесеріалах «Друзі», «Холодні ступні», «Непідходяща робота для жінки», «Зупинка серця», Хрестики-нулики.

## Дитячі та юнацькі роки
Гелен Бексендейл народилася 7 червня 1970 року у Понтефракті, Західний Йоркшир. Її сестра Кеті — сценарист.
Вона зростала у Шенстоні, графство Стаффордшир, навчалась у загальноосвітній школі у Лічфілді. У юному віці Гелен хотіла стати балериною. Вона відвідувала школу класичного балету у Бірмінґемі, проте у 17 років покинула навчання, щоб стати актрисою. Згодом Бексендейл вступила до Бристольської театральної школи, а у період з 1992 до 1995 року грала у театрі «Citizens» у Ґлазґо.

## Кар'єра
Саме завдяки роботі у «Citizens» Гелен одержала роль у серіалі «Зупинка серця» (хоча для неї це була вже не перша роль на телебаченні). Вона зіграла доктора Клер Мейтленд, що принесло їй номінацію на шотландську премію БАФТА 1995 року.
Бексендейл була однією із зірок популярного телесеріалу «Холодні ступні», за що її було номіновано на British Comedy Award 1997 року. Також вона зіграла головну роль у серіалі «Непідходяща робота для жінки».
Українському глядачеві Гелен Бексендейл найбільше відома як виконавиця ролі Емілі Волтем, колишньої дружини Роса Ґеллера у серіалі «Друзі».

## Особисте життя
Бексендейл перебуває у тривалих стосунках із режисером Девідом Л. Вільямсом. Разом вони мають трьох дітей: Неллі, Еріка та Руді. Перша вагітність Гелен припала на час її зйомок у «Друзях». Через це авторам серіалу довелося змінити сценарій і «усунути» її персонажа. Тому вона зіграла лише у 14 серіях.

## Роботи у кіно та на телебаченні
| Рік  | Назва українською            | Оригінальна назва                 | Персонаж               |
| ---- | ---------------------------- | --------------------------------- | ---------------------- |
| 1993 | Маршал                       | The Marshal                       | Аніта                  |
| 1993 | Ейфорична шкала              | Euphoric Scale                    |                        |
| 1993 | Добрі хлопці                 | The Good Guys                     | Міс Ломакс             |
| 1993 |                              | Casualty                          | Емма                   |
| 1994 | Зупинка серця                | Cardiac Arrest                    | Доктор Клер Мейтленд   |
| 1994 |                              | Love's Lost Hour                  | Гіларі                 |
| 1995 |                              | Dangerfield                       | Тара Джексон           |
| 1996 |                              | Crossing the Floor                | Рут Кларк              |
| 1996 | Правда або виклик            | Truth or Dare                     | Лорна Джонстон         |
| 1996 | За підозрілих обставин       | In Suspicious Circumstances       | Королева Єлизавета І   |
| 1996 |                              | Bolse vita                        | Меґі                   |
| 1997 | Непідходяща робота для жінки | An Unsuitable Job for a Woman     | Корделія Ґрей          |
| 1997 | Холодні ступні               | Cold Feet                         | Рейчел Бредлі          |
| 1997 | Слідчий                      | The Investigator                  | Сержант Керолайн Міґер |
| 1997 |                              | I'd Like a Word With You          | Джоан                  |
| 1997 | Макбет                       | Macbeth                           | Леді Макбет            |
| 1998 | Друзі                        | Friends                           | Емілі Волтем           |
| 2000 |                              | The Servant Girl                  |                        |
| 2000 | Звичайний злочинець          | Ordinary Decent Criminal          | Ліза                   |
| 2000 |                              | Tales from the Madhouse           |                        |
| 2001 |                              | Adrian Mole: the Cappuccino Years | Пандора Брейтвейт      |
| 2001 | Мертвий до понеділка         | Dead by Monday                    | Джулі Метьюз           |
| 2002 |                              | Flyfishing                        | Сем                    |
| 2002 |                              | Lost in the Snow                  | Лілі                   |
| 2003 |                              | Skagerrak                         | Стелла                 |
| 2003 | Вбивство у свідомості        | Murder in Mind                    | Гелен Робінс           |
| 2006 |                              | The Only Boy for Me               | Енні                   |
| 2007 |                              | Dead Clever                       | Сара                   |
| 2008 | Міс Марпл Агати Крісті       | Agatha Christie's Marple          | Мері Дав               |
| 2009 | Льюїс                        | Lewis                             | Керолайн               |
| 2010 | Дірк Джентлі                 | Dirk Gently                       | Сьюзен Гармісон        |
| 2010 |                              | Beyond the Pole                   | Бекі                   |
| 2010 | Великий рот                  | Big Mouth                         |                        |
| 2010 |                              | The Rendezvous                    |                        |
| 2011 |                              | Kidnap and Ransom                 | Анджела Бедоуз         |
| 2011 | Анонімус                     | Anonymous                         | Анна де Вер            |
| 2012 | Інспектор Джордж Джентлі     | Inspector George Gently           | Френсіс Ґроувз         |
| 2012 |                              | Cuckoo                            | Лорна Томпсон          |
| 2013 | Пуаро Агати Крісті           | Agatha Christie's Poirot          | Елізабет Коул          |
| 2014 | Смерть у раю                 | Death in Paradise                 | Саша Мур               |
| 2014 | Секрети                      | The Secrets                       |                        |
| 2016 | Суто англійські вбивства     | Midsomer Murders                  | Роуз Ланкастер         |
| 2020 | Хрестики-нулики              | Noughts + Crosses                 | Меггі Мак-Грегор       |